# Округ Вибо (Монтана)
Вибо (енгл. Wibaux County) је округ у америчкој савезној држави Монтана.

## Демографија
По попису из 2010. године број становника је 1.017, што је 51 (-4,8%) становника мање него 2000. године.
| Група             | 2000.         | 2010.       |
| Белци             | 1.044 (97,8%) | 987 (97,1%) |
| Афроамериканци    | 2 (0,2%)      | 0 (0,0%)    |
| Азијати           | 2 (0,2%)      | 5 (0,5%)    |
| Хиспаноамериканци | 4 (0,4%)      | 13 (1,3%)   |
| Укупно            | 1.068         | 1.017       |